# Де-Венгоп
Де-Венгоп (нід. De Veenhoop) — село в нідерландській провінції Фрисландія. Входить до муніципалітету Смаллінгерланд.
Його площа становить 9,75 км², а населення станом на 2021 рік складало 260 осіб.

## Галерея

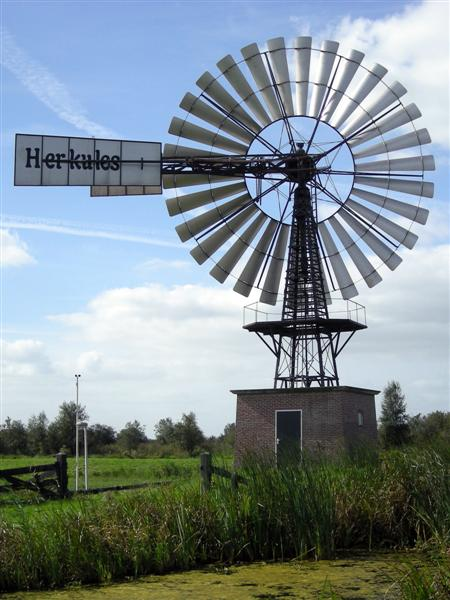
Вітряний мотор
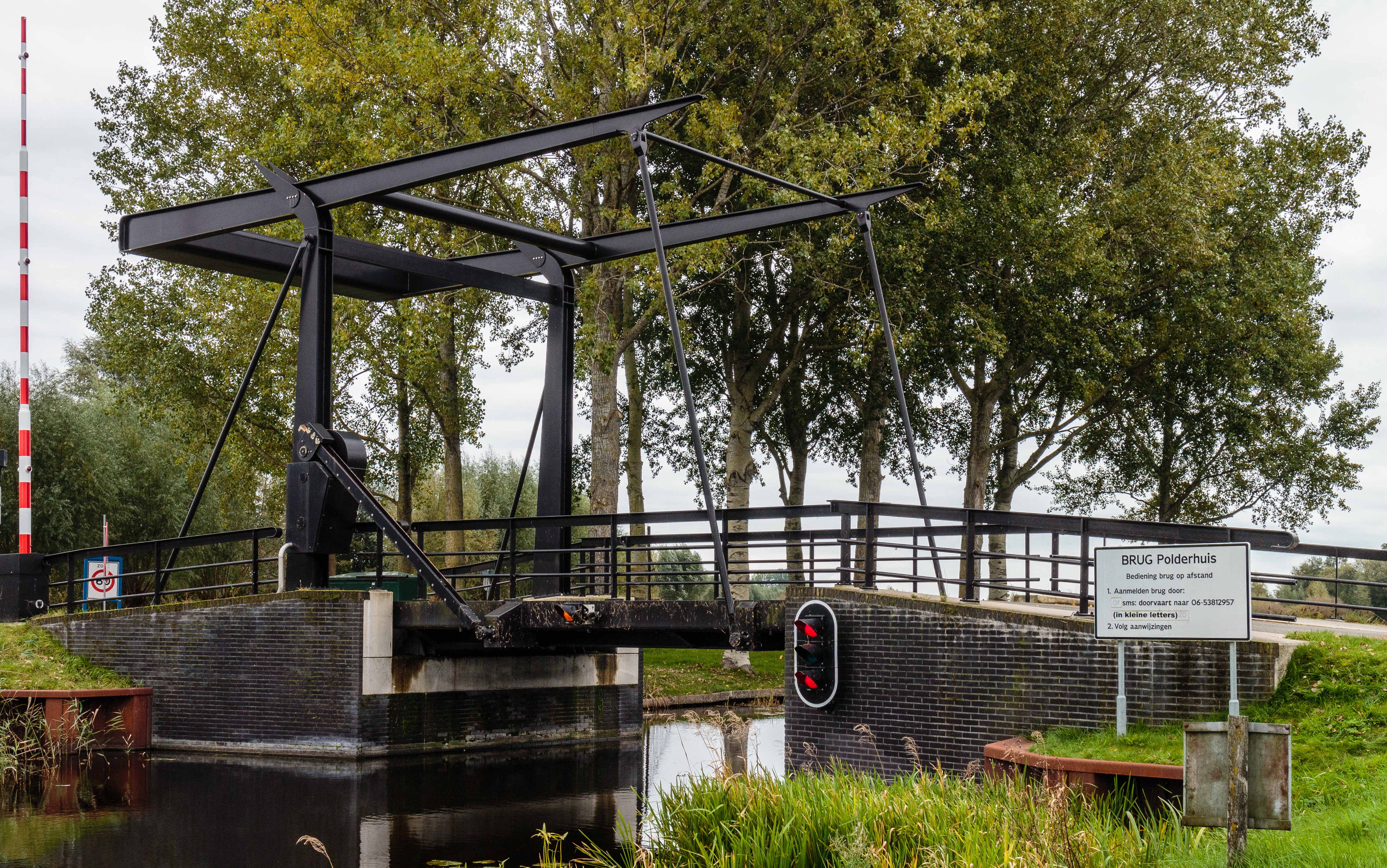
Розвідний міст
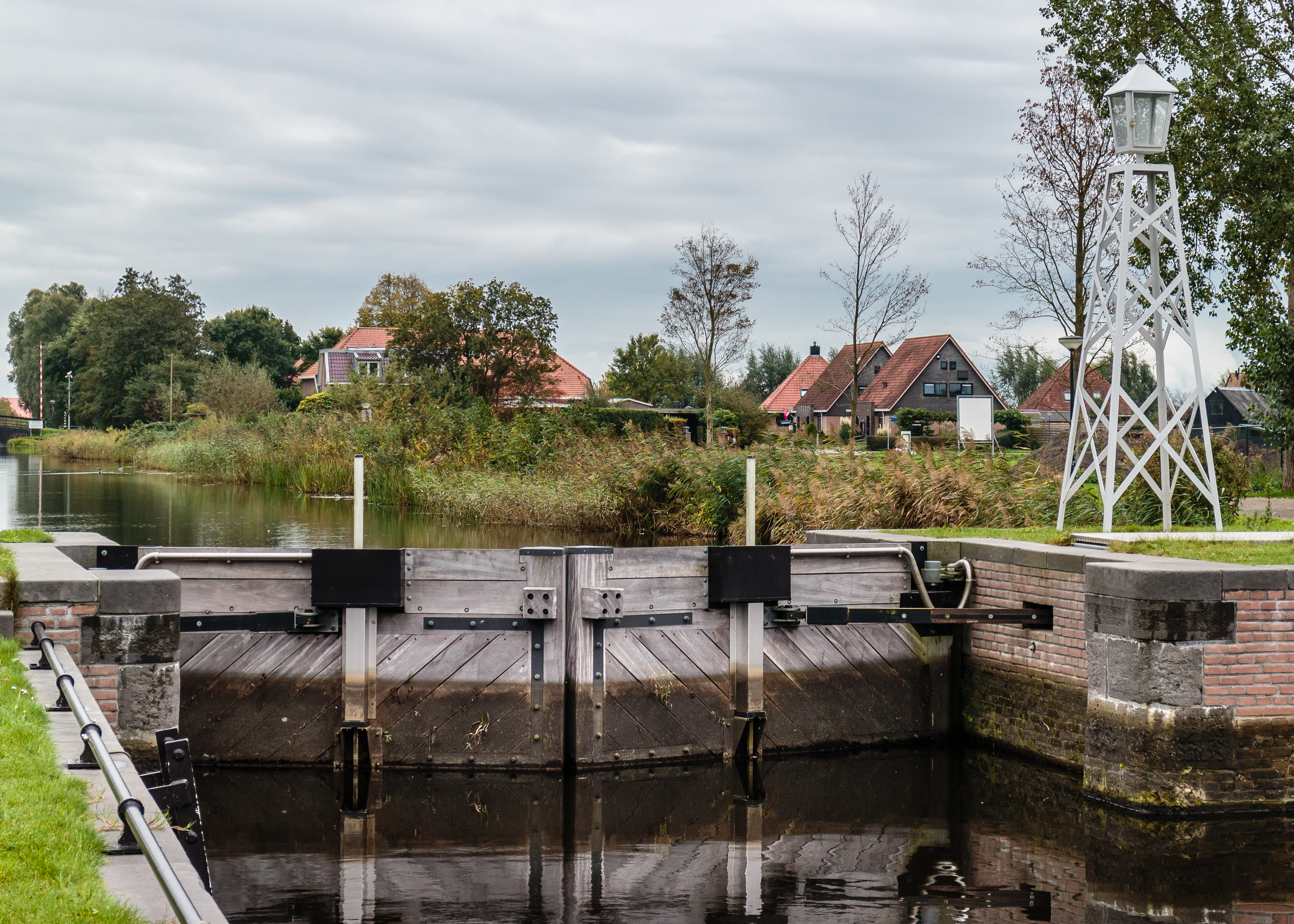
Шлюз
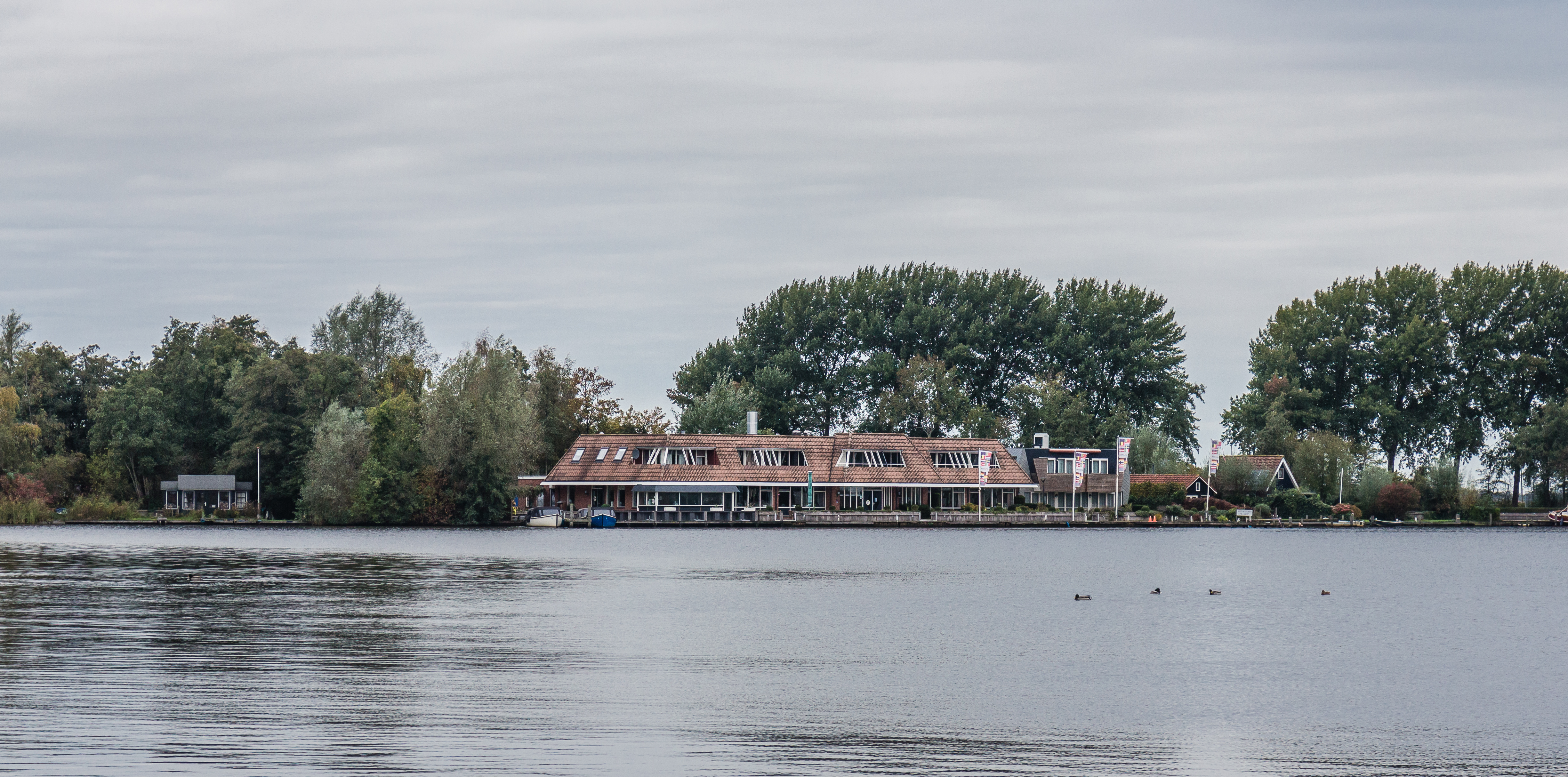
Готель